# Nu-Mixx Klazzics
Nu-Mixx Klazzics – альбом реміксів американського репара 2Pac, представлений 7 жовтня 2003 року на Death Row Records. До альбому увійшло декілька пісень з альбому All Eyez on Me та декількох перезаписаних треків в такими виконавцями, як Aaron Hall, K-Ci & JoJo та Outlawz. Альбом був зустрітий загалом негативно адже вважалося, що це просто ще одна спроба заробити гроші на славі 2Pac. Загальні продажі альбому склали орієнтовно 75 000 копій.

## Список треків
1. "2 of Amerikaz Most Wanted" [Nu Mixx] featuring: Crooked I
2. "How Do You Want It" [Nu Mixx] featuring: K-Ci & JoJo
3. "Hail Mary" [Nu Mixx] featuring: Outlawz
4. "Life Goes On"
5. "All Eyez on Me" [Nu Mixx] featuring: Big Syke
6. "Heartz of Men" [Nu Mixx]
7. "Toss It Up" [Nu Mixx] featuring: Danny Boy, Aaron Hall, K-Ci & JoJo
8. "Hit 'Em Up" [Nu Mixx] featuring: Outlawz
9. "Never Had a Friend Like Me" [Nu Mixx]
10. "Ambitionz Az a Ridah" [Nu Mixx]

## Позиції у чартах
| Чарт                             | Позиція |
| -------------------------------- | ------- |
| Billboard 200                    | 15      |
| Billboard Top R&B/Hip-Hop Albums | 5       |
| Billboard Top Independent Albums | 2       |